# Douglas Melo
Jeferson Douglas Soares Estanislau  (Sete Lagoas, 10 de janeiro de 1985), mais conhecido como  Douglas Melo, é um político brasileiro filiado ao Partido Social Democrático (PSD). Atualmente exerce o cargo de prefeito de Sete Lagoas sua cidade natal. Exerceu por 3 vezes o mandato de  deputado estadual por Minas Gerais. Nas eleições de 2018, foi candidato a deputado pelo MDB e foi reeleito com 49.027 votos e em 2022 foi reeleito novamente com 64.170 votos. em 2024 foi eleito prefeito de Sete Lagoas com  49.367 votos, 43,23% dos votos válidos. 